# Меган Келмоу
Меган Келмоу  (англ. Megan Kalmoe, 21 серпня 1983) — американська веслувальниця, олімпійська медалістка.

## Виступи на Олімпіадах
| Олімпіада   | Дисципліна     | Місце |
| ----------- | -------------- | ----- |
| Пекін 2008  | двійка парна   | 5     |
| Лондон 2012 | четвірка парна | 3     |

## Зовнішні посилання
- Досьє на sport.references.com [Архівовано 16 грудня 2012 у Wayback Machine.]

1. ↑  Megan Kalmoe